# 大動脈
1. 解剖学: 心臓より流れ出し全身に血流を送り出す大元となる動脈。この項目で記述。
2. 比喩: 全身を流れる血管のうち最も大きなものであることから、地理分野で比喩的に、重要な道路・鉄道や航空路線のことを「大動脈」と表現することがある。「流通の大動脈」など。

大動脈（だいどうみゃく、英語: aorta）は、ヒトでは心臓の左心室から出て上行したのちに、大動脈弓を形成して下降し、総腸骨動脈の分岐部に終わる、最大の動脈であり、全身への血液循環の大元となる動脈である。直径約25mm〜30mm。稀に、「（周囲の細い動脈と比較して）太い動脈」の意味で使われることがあるが、文脈によって判断しない。

## 解剖
大動脈は他の動脈と同様に、内膜、中膜、外膜の三層構造をしている。
大動脈は左心室に始まった後、頭頸部に分岐を送るために上行するが、これを上行大動脈(ascending aorta)という。その後弓なりに曲がり始め大動脈弓(aortic arc)を形成しつつ、頭頸部では、腕頭動脈、左総頚動脈、左鎖骨下動脈とを分枝する（これらの分岐は変異が多い）。そのまま下行し、胸部大動脈となって胸部に入る。なお下行大動脈(descending aorta)は、胸部大動脈と、その先の腹部大動脈を併せた概念である。
胸部では縦隔を通過しつつ、気管支動脈等を分枝する。
その後最終的に、大動脈は左右2本の総腸骨動脈に分岐して終わる。

## 大動脈に関係する検査
- 心臓カテーテル検査では、大動脈の血圧を直接測ることができる。
- 胸部X線写真では大動脈弓や下行大動脈の一部の陰影を見ることができ、石灰化や蛇行の程度を知るのに役立つ。
- CTでは大動脈は明瞭に描出され、特に造影剤を使って内腔を造影したCTは、大動脈瘤や大動脈解離の診断に有効である。

## 大動脈に関係する病気
- 大動脈解離は、大動脈の血管が層状に割れることで、強烈な痛みを伴い、また分岐部での循環障害をきたす疾患である。
- 大動脈狭窄症は、大動脈が先天的に狭窄しており、重篤な循環障害を来たすこともある疾患である。
- （胸部/腹部）大動脈瘤は、大動脈が袋状、または瘤状に膨らみ薄くなっていき、膨らんだ瘤が圧排による症状を来たすほか、破裂して突然死に至ることのある疾患である。
- （胸部/腹部）大動脈瘤破裂は、大動脈瘤が破裂することで大量の後不良の疾患である。
- 高安動脈炎は、大動脈やその他の主要な動脈に炎症が生じることで、狭窄などの症状を呈する比較的稀な疾患である。
- マルファン症候群